# 애플 파티션 맵
애플 파티션 맵(Apple Partition Map, APM)은 68k 및 파워PC 매킨토시 컴퓨터에 사용할 목적으로 포맷된 디스크 상의 저급 데이터 조직을 정의하기 위해 사용되는 파티션 스킴이다. 매킨토시 II에 도입되었다.
일부 하이브리드 디스크는 ISO 9660 프라이머리 볼륨 서술자와 애플 파티션 맵을 모두 포함하고 있으므로 애플 시스템을 포함하여 디스크가 각기 다른 종류의 컴퓨터에서 동작할 수 있게 한다.

## 파티션 식별자
| 식별자 / 유형             |
| ------------------------- |
| Apple_Boot                |
| Apple_Boot_RAID           |
| Apple_Bootstrap           |
| Apple_Driver              |
| Apple_Driver43            |
| Apple_Driver43_CD         |
| Apple_Driver_ATA          |
| Apple_Driver_ATAPI        |
| Apple_Driver_IOKit        |
| Apple_Driver_OpenFirmware |
| Apple_Extra               |
| Apple_Free                |
| Apple_FWDriver            |
| Apple_HFS                 |
| Apple_HFSX                |
| Apple_Loader              |
| Apple_MFS                 |
| Apple_Partition_Map       |
| Apple_Patches             |
| Apple_PRODOS              |
| Apple_RAID                |
| Apple_Rhapsody_UFS        |
| Apple_Scratch             |
| Apple_Second              |
| Apple_UFS                 |
| Apple_UNIX_SVR2           |
| Apple_Void                |
| Be_BFS                    |

### 파티션 상태
| 값         | 설명                                        | 시스템         |
| ---------- | ------------------------------------------- | -------------- |
| 0x00000001 | 엔트리가 유효함                             | A/UX           |
| 0x00000002 | 엔트리가 할당되어 있음                      | A/UX           |
| 0x00000004 | 엔트리를 사용하고 있음                      | A/UX           |
| 0x00000008 | 엔트리가 부팅 정보를 포함하고 있음          | A/UX           |
| 0x00000010 | 파티션을 읽을 수 있음                       | A/UX           |
| 0x00000020 | 파티션을 기록할 수 있음                     | A/UX, 매킨토시 |
| 0x00000040 | 부팅 코드가 위치 독립적임                   | A/UX           |
| 0x00000100 | 파티션이 체인 호환 드라이버를 포함하고 있음 | 매킨토시       |
| 0x00000200 | 파티션이 리얼 드라이버를 포함하고 있음      | 매킨토시       |
| 0x00000400 | 파티션이 체인 드라이버를 포함하고 있음      | 매킨토시       |
| 0x40000000 | 시동 시 자동으로 마운트                     | 매킨토시       |
| 0x80000000 | 시동 파티션                                 | 매킨토시       |

## 같이 보기
- 아미가 리짓 디스크 블록 (RDB)
- BSD 디스크레이블
- 확장 부트 레코드 (EBR)
- GUID 파티션 테이블 (GPT)
- 호스트 보호 영역 (BEER)
- 마스터 부트 레코드 (MBR)